# Clinton, Maryland
Clinton är en ort i Prince George's County i delstaten Maryland, USA.